# Prem

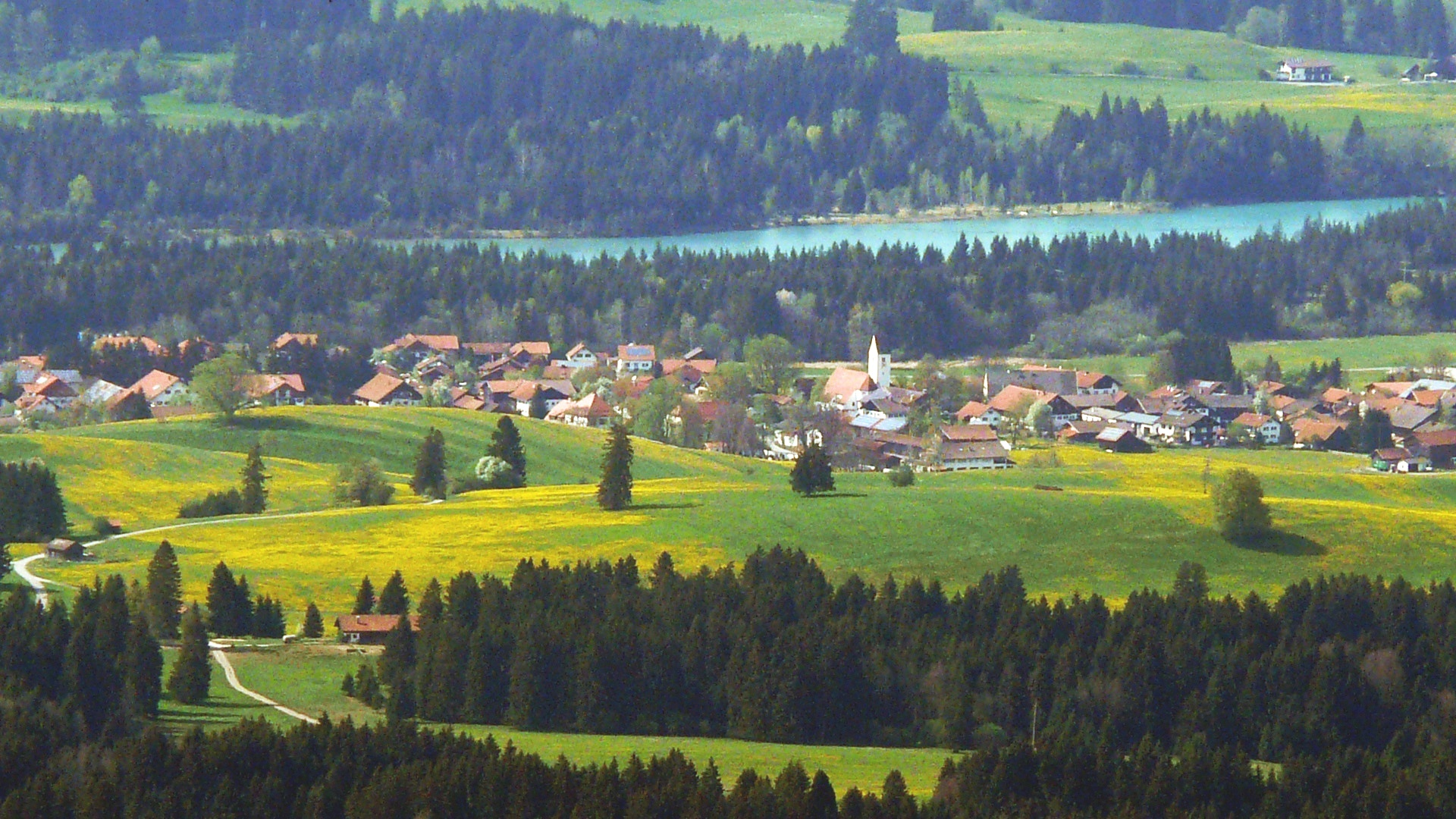
Prem am Lech

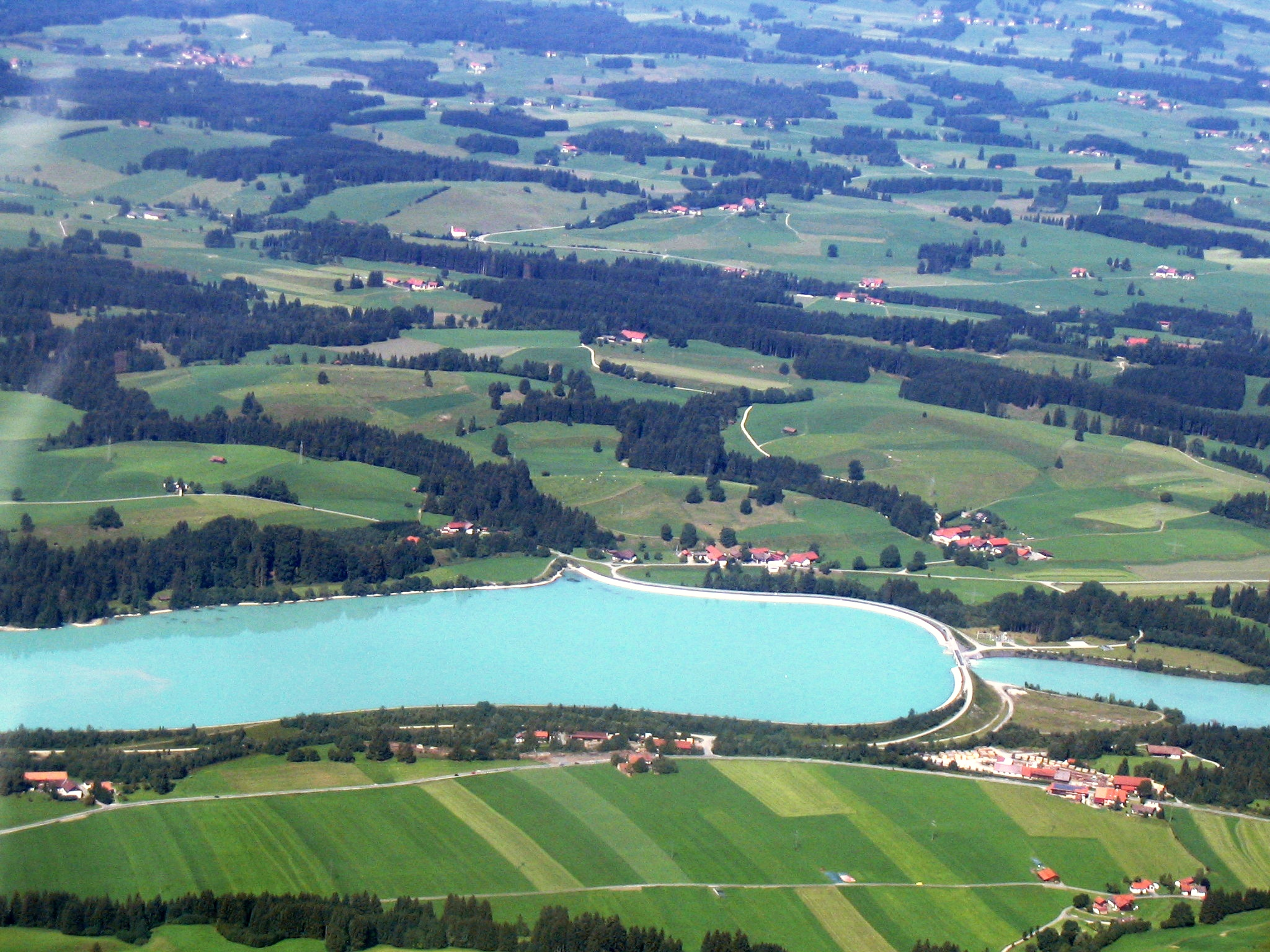
Lechstaustufe in Prem

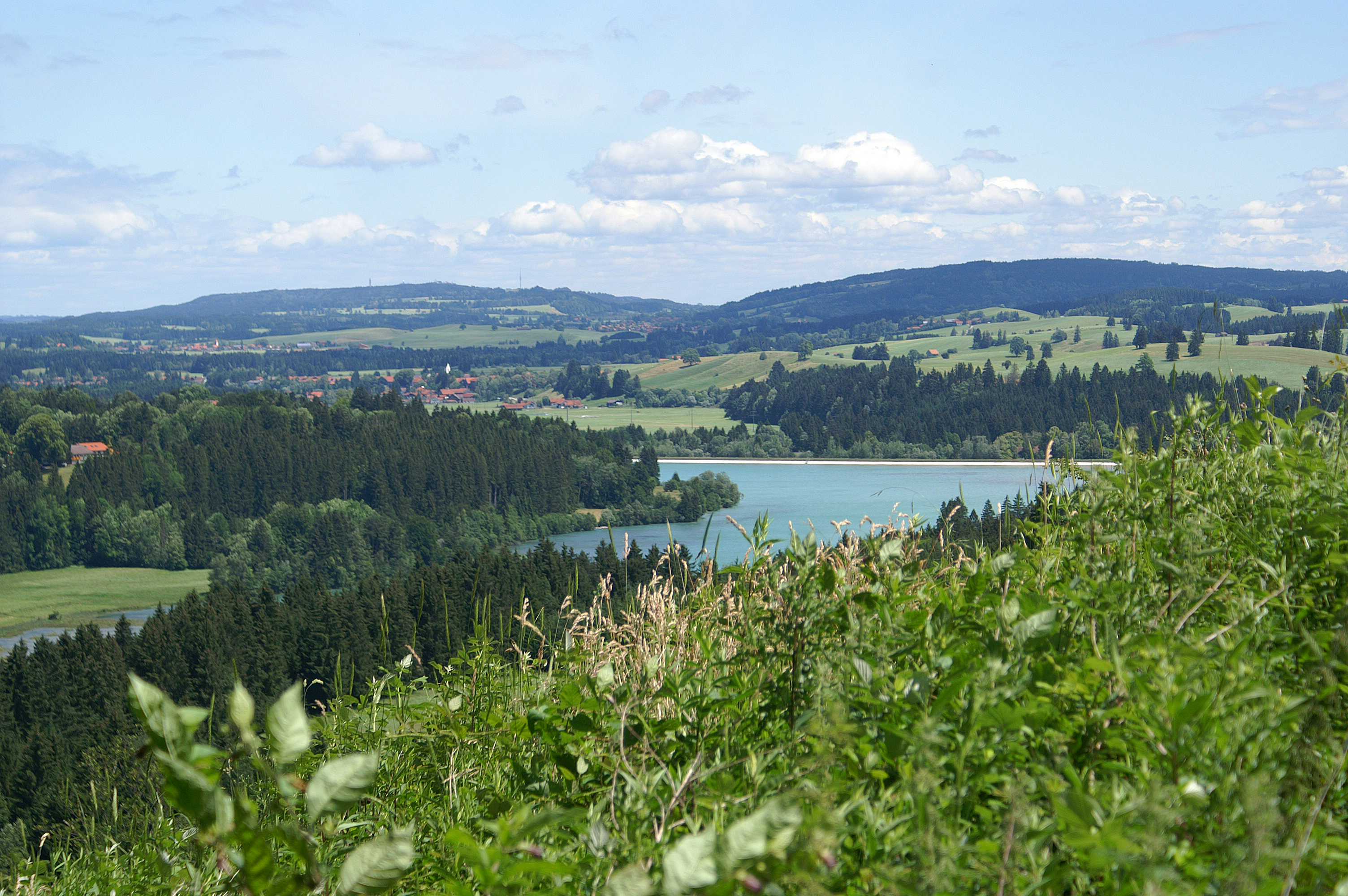
Premer Lechsee mit Prem von Südwesten

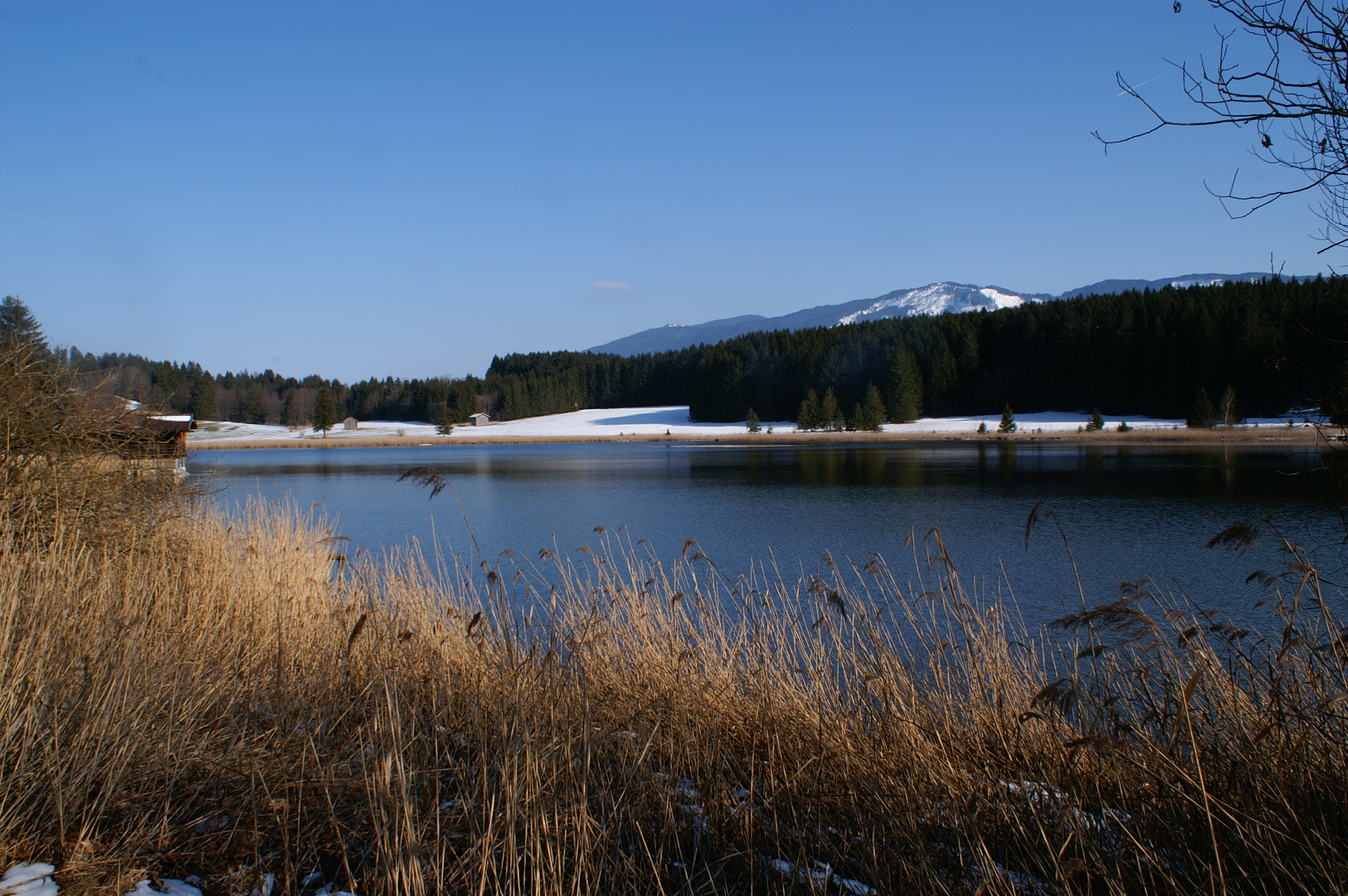
Kaltenbrunner See bei Prem

Prem ist eine Gemeinde im oberbayerischen Landkreis Weilheim-Schongau. Die Gemeinde ist Mitglied der Verwaltungsgemeinschaft Steingaden.

## Geografie
Prem liegt in der Region Oberland am Lech. 1 km südwestlich des Ortskerns liegt der Premer Lechsee. Es gibt 13 Gemeindeteile (in Klammern ist der Siedlungstyp angegeben):
- Aumühle (Weiler)
- Gründl (Dorf)
- Hachegg (Einöde)
- Helmau (Weiler)
- Hinterholz (Weiler)
- Karlsebene (Einöde)
- Moosreiten (Weiler)
- Prem (Pfarrdorf)
- Sauwald (Einöde)
- Schwerblmühle (Weiler)
- Steinwies (Weiler)
- Unterried (Dorf)
- Vorderholz (Weiler)

Es gibt nur die Gemarkung Prem.

## Geschichte

### Bis zur Gemeindegründung
Prem gehörte zur geschlossenen Hofmark Steingaden des Klosters Steingaden; sie war Teil des Kurfürstentums Bayern. Mit dem Gemeindeedikt von 1818 wurde die heutige Gemeinde gebildet, die zum Landgericht Schongau gehörte.

### Einwohnerentwicklung
Zwischen 1988 und 2018 wuchs die Gemeinde von 813 auf 897 um 84 Einwohner bzw. um 10,3 %.
- 1961: 731 Einwohner
- 1970: 766 Einwohner
- 1987: 818 Einwohner
- 1991: 857 Einwohner
- 1995: 888 Einwohner
- 2000: 906 Einwohner
- 2005: 914 Einwohner
- 2010: 866 Einwohner
- 2015: 872 Einwohner
- 2020: 915 Einwohner[4]

## Politik

### Gemeinderat
Nach der Gemeinderatswahl 2020 hat der Gemeinderat acht Mitglieder.

### Bürgermeister
Erster Bürgermeister ist Andreas Echtler.

### Wappen
| Wappen von Prem | Blasonierung: „Geteilt durch einen schmalen blauen Balken, der mit drei liegenden silbernen Rauten belegt ist, von Silber und Gold; oben ein wachsender roter Greifenlöwe mit einer senkrechten Flößerstange in den Pranken; unten auf grünem Boden ein grüner Lorbeerbaum, beiderseits je ein fünfstrahliger blauer Stern.“ |
| Wappen von Prem | Wappenbegründung: Der Greifenlöwe verweist auf die engen Beziehungen zum Kloster Steingaden, das bis zur Säkularisation 1803 im Gemeindegebiet begütert war. Die Flößerstange deutet auf die früher auf dem Lech intensiv betriebene Flößerei hin. Der mit Rauten besetzte Balken und die untere Schildhälfte mit Lorbeerbaum und Sternen sind dem Wappen des Johann Georg von Lori entnommen, dem Mitbegründer der Bayerischen Akademie der Wissenschaften, der 1723 im heutigen Premer Ortsteil Gründl geboren wurde. Die Sterne beziehen sich gleichzeitig auf das alte Marienpatrozinium der Premer Pfarrkirche St. Michael. Das Wappen wurde dem Ort 1967 verliehen. |

## Wirtschaft und Infrastruktur

### Wirtschaft einschließlich Land- und Forstwirtschaft
Im Jahr 2023 gab es nach der amtlichen Statistik insgesamt 326 sozialversicherungspflichtige Beschäftigte am Arbeitsort. Sozialversicherungspflichtig Beschäftigte am Wohnort gab es 383. Im verarbeitenden Gewerbe gab es einen Betrieb, im Bauhauptgewerbe zwei Betriebe. Zudem bestanden im Jahr 2020 33 landwirtschaftliche Betriebe mit einer landwirtschaftlich genutzten Fläche von 1104 ha.

### Bildung
Im Jahr 2024 existierten folgende Einrichtungen:
- 1 Kindertageseinrichtung: 25 genehmigte Betreuungsplätze, 20 betreute Kinder

### Bundeswehr
Auf dem Gebiet der Gemeinde liegt mit dem Sauwaldhof eine Ausbildungsstätte der Bundeswehr. Da mit dem Hausmeister dort lediglich eine Person beschäftigt und dauerhaft anwesend ist, ist Prem vermutlich der kleinste Bundeswehrstandort Deutschlands. In den 1980er Jahren wurde auf dem Sauwaldhof Blitzforschung mit Hilfe von Raketen ausgeführt. Hierbei wurden Blitzeinschläge ausgelöst, indem man Raketen, an denen ein dünnes Stahlseil befestigt war, während eines Gewitters startete.

## Persönlichkeiten
- Thomas Seitz (* 1683 in Prem; † 1763 in Kaufbeuren), Barockbildhauer und Stuckateur
- Johann Georg von Lori (* 1723 in Prem; † 1787 in Neuburg an der Donau), bayerischer Beamter und Historiker
- Nicola Förg (* 1962), Schriftstellerin, lebt in Prem